# Крижанівський Степан Андрійович
Степа́н Андрі́йович Крижані́вський (*26 грудня 1910 (8 січня 1911), м. Новий Буг, Миколаївська область — † 17 липня 2002) — український поет, перекладач, теоретик літератури, доктор філологічних наук (1962), професор (1963). Член спілки письменників України (1934) фольклорист. Батько Андрія Крижанівського.

## Біографія
Степан Андрійович народився 8 січня 1911 року в м. Новий Буг Миколаївської обл. Після закінчення семирічки (1925) навчався в Одеській торговельно-промисловій профшколі. У 1928 закінчив Одеську професійну школу. Цього ж року дебютував у одеському журналі «Блиски».
Спочатку вступив до Миколаївського інституту народної освіти (нині - Миколаївський національний університет імені В. О. Сухомлинського). Продовжив навчання в Харківському інституті професійної освіти (закінчив 1933). Навчався в аспірантурі при Харківському університеті, по її закінченні (1940) переїхав до Києва, почав працювати в Інституті літератури ім. Т. Шевченка АН УРСР (нині Інститут літератури імені Тараса Шевченка НАН України). На початку Німецько-радянської війни 1941—1945 був мобілізований, брав участь у бойових діях, закінчив війну майором.
Із перших днів війни до листопада 1943 року С. Крижанівський — кореспондент армійської газети «Знамя Родины». Після закінчення війни протягом 47 років працював у Інституті літератури Академії наук УРСР — старшим науковим співробітником, із 1949 р. упродовж 24 років — завідувачем відділу української радянської літератури, наступних 3 роки — завідувачем сектора, а ще 12 років — професором-консультантом.
Член літературної організації «Молодняк». Переклав твори О. Пушкіна, Я. Купала, M. Нєкрасова, М. Ґорького, В. Маяковського, Пятруся Бровки. Автор збірок віршів «Енергія» (1930), «Країна майстрів» (1932), «Південь» (1937), «Виднокруг» (1980). Один з авторів «Історії української літератури» у 2-х томах (1954—1957).
Створив низку праць з питань теорії та історії літератури. Автор спогадів про письменників «розстріляного Відродження» Майка Йогансена та Валер'яна Поліщука. Сам Крижанівський позиціонується як представник «херсонської групи» поетів (автор відомого віршу «Два Херсони»). На деякі його вірші композитори П. Козицький, П. Майборода та С. Д. Козак створили пісні. Був також редактором та упорядником збірників поезій і літературно-критичних праць.

## Літературна діяльність
Перші вірші С. Крижанівського з'являються, коли він є студентом Харківського ІНО (1928). В цей час він широко друкується в «Комсомольці України» та в «Молодняку» . А вже в 1930-у виходить перша збірка з промовистим заголовком – «Енергія», яка була надрукована у видавництві «Молодий більшовик». Вона згадувалася на VIII з'їзді комсомолу України як певне досягнення молодої української поезії, тому що відкривала читачеві індустріально- морську романтику південного краю з кораблями, що димлять на лимані з вітрами, що несуть вали хвиль «на піщану Тендру-косу»:
|  | Над затокою тане синь, Тоне синь у часи світань. У затоці стоїть масив – Березань. |

В часи Київської Русі о. Березань – важливий перевалочний пункт на шляху «із варягів у греки». В часи Османської імперії центр адміністративного і торговельного життя перемістився в Очаків у цьому регіоні, а о. Березань обезлюдів. Трагічна сторінка острова Березань пов'язана з іменем лейтенанта П. П. Шмідта, який очолив повстання чорноморських моряків під час революції 1905—1907 років. Після поразки Шмідта і його товаришів було засуджено до страти, яку виконали на о. Березань 6 березня 1906 року. Зараз на місці страти височить обеліск. Тут переважали зовнішні атрибути зображуваного, як і в двох подальших збірках «Моїм ровесникам» і «Країна майстрів». Проте героїка буднів поставала з них читачем. Поет намагався оспівати і новий Донбас «в суворій красі краєвидів одвічних, чорних касарень, людей і халуп» («Рядки петиту»), і заграви портового Херсона («Два Херсони»). Одна за одною перед Великою Вітчизняною війною появляються вісім поетичних збірок поета. У цих збірках на повну силу звучить віра в щасливу зорю молоді його покоління, в світле майбутнє України і всього людства. Віра ця була щирою і чистою. Вона зумовлювалася молодістю автора, суспільною атмосферою тих літ, коли Україна жила пафосом великих соціальних перемін. З Харкова комсомолець Крижанівський виїжджає на хлібозаготівлі, на різні кампанії в Богодухів, Охтирку. І незабаром у нього з'являється цикл віршів «Слобожанщина». Уже в цей час у Крижанівського є досить зрілі думки, і багатьох вражало, що це написав 18-річний хлопчина.
Помітним кроком уперед є книга «Повноліття» (1935). В ній автор, на противагу літературам, які заперечували лірику, заявив, що візьме в поезії «старого Рильського взірець». Звичайно, це стосувалося насамперед художньої форми, і в цьому плані Крижанівський використовує досвід відомого майстра слова. Крім того, він вдало поєднує особисті і громадські мотиви, а таке поєднання тогочасна вульгаризаторська критика вважала в ліриці мало не криміналом. Завдяки широті узагальнення у віршах «Вмируще ремесло», «Прости мене, моя країно…» інтимне стає в нього соціальним, а соціальне набуває інтимних відтінків. С. Крижанівському вдається передати атмосферу щирості, взаємного довір'я, безпосередності між людьми молодої країни:
|  | Дівчина мою спинила путь. Проліски в руках, а в очах – згуба… – Люба дівчино, а як тебе зовуть ? - І вона відповідає – Люба! |

А над країною збиралися чорні хмари. Десь незабаром пролунають розряди бойової грози на озері Хасан. Письменник, що і сам недавно проходив службу в армії, береться за «оборонну» тематику, звертаючись до жанру балади. Потяг до сюжетної поезії була в нього й раніше (вірш «Третє народження Махбуби Рахімової»). Але то була швидше побутова оповідь, віршований нарис. Тепер же поет прагне змалювати героїв Сиваша і Перекопу, воскресити в пам'яті їхні подвиги («Балада про Перекоп»). Оповиті легендою бойові епізоди з фронтового життя Фрунзе й Будьонного лежать в основі «Балади про командира» та «Балада про сон». Ще юнацьке знайомство з творчістю М. Тихонова дало себе знати при створенні героїчних балад і в пізніших часах. Вірш 1949 року «Подарунок» явно перегукується з твором Тихонова «Я прошел над Алазанью, над причудливой водой». Перебуваючи кореспондентом на військовому фронті, письменником написаний був пролог, звернений до теми війни, у вірші «Співають діви на Дунаї…», що перегукується з давнім Бояновим співом. У «Слові Івана Франка», створеному уже у воєнний час, виразно чуємо громовозвукий голос самого Каменяра. І разом з тим – такі епічно спокійні медитації, як «Нічого незвичайного немає…», «Роздуми». І короткі, схожі на записи військового кореспондента жанрові картинки, як мініатюра «Малий Іван», і побіжні зарисовки, як «Сестра», «Мати».
Будучи керівником молодіжного журналу «Дніпро», друкує нові вірші, серед яких – вірш «Чекання» про юнацьке кохання, чисте і ніжне. Образ, покладений в основу цієї ліричної перлини, зовні такий звичайний – порівняння дівчини з берізкою:
|  | Скільки раз імла вечірня Маяла крильми. Скільки раз берізка вірна Виглядала із тьми. |

Твір датовано травнем 1941 року. Від тоді він лишився в зошиті поета і, пройшовши з ним фронтами Великої Вітчизняної війни, тільки 1946 року був опублікований під тією ж назвою у збірці «Гори і долини». «Берізкою» поезія стала називатися значно пізніше. Друг і композитор Сергій Козак, почувши цей вірш, написав на його слова чудову музику. Із спогадів С. Крижанівського «Перегортаючи сторінки»: – Коли мене запитують: якщо ти письменник, то що ти написав такого? – Я, не перераховуючи усіх моїх двадцяти книг від «Енергії» до «Виднокругу», відповідаю: « Я написав „Берізку“. А її чули, знають, співають».
В ліриці Крижанівського перших повоєнних років помітне нове заглиблення. Найкращі вірші цього періоду перейняті увагою до людини. В радісні дні перемоги поет не забув про «невтішну», горе якої постає у всій невимовності, у всій гостроті невтоленного болю:
|  | Одна, як і була, не гляну щастю в очі, воно сліпить мене, як сонце із-за хмар, Воно мені вночі, як шашіль, серце точить, І біль мене пече, як невгасимий жар… («Невтішній») |

Він ще довго живе враженнями воєнних літ. У його збірках «Гори і долини»(1946), «Під зорями радянськими»"(1950) часто прохоплюються спогади про недавнє минуле, про бойових побратимів. У чаші вина ліричний герой вірша «Братові» відчуває гіркий і солодкий присмак, бо «кров ввібрали лози, як вологу, сонце в грона витягло її». Ріки ще здаються авторові «водними рубежами», бо хіба ж «забудеш синь дніпрову і переправу на Дніпрі» («Тиса»). Лист однополчанина переносить думками в Геленджик, «де нас бомбили і не вбили, де жить під бомбами я звик» («Геленджик»). З подіями війни пов'язана і поема «Норд-ост», що відтворює бойові епізоди, переживання і роздуми фронтового кореспондента. Під час холодного норд-осту, зливи, реву і виття гірського потоку зірвано мости і переправи, перепинено всі шляхи:
|  | Води на бродах – з головою, А йти потрібно. Роздяглись, На голову – одежу й зброю, За довгі палиці взялись, І в пінку купіль голі хлопці І поодинці – на той бік. …Цей січень в сорок третім році Запам’ятається навік. |

А врятування двох малят, що в смерті на очах гралися в дворі серед трупів і руїн. Герой твору весь час на передовій. Ось він ледве впросився в машину, що ніби казкова рукавичка, приймає померзлих бійців. Перемотуючи мокрі онучі, раптом згадує, що сьогодні його день народження. Складні переживання виражено рядками, що завершуються сумною метафорою:
|  | І туга, і наруга разом, Ніч, холод, голод, гомін гроз. …Не демон лине над Кавказом, А гітлерівський бомбовоз. |

І зрозумілими стають мінорні нотки в словах:
|  | Далеко все, чим жив і мріяв, В життя вступаючи, поет. «И всюду страсти роковые, И от судеб защиты нет». |

Такі ж щирі ліричні відступи, звернені до фронтових друзів, до Батьківщини. Хвилюючою є вставна новела (точніше – балада), в якій змальовано подвиг кулеметника Луки Неживого. Документальність окремих епізодів надає поемі ознак нарису. Такий і опис «чесного воїнства» комбата Іліко Твалавадзе, його інтернаціонального підрозділу. Форма щоденника посилює достовірність подій, примушує читача вірити зображуваному, виправдовує фрагментарність твору, відсутність наскрізного сюжету тощо. «Норд-ост» доповнює панораму бойових дій Радянської Армії в період Великої Вітчизняної війни і стоїть поряд із «Дунайською поемою» І. Гончаренка, «Солдатським зошитом» О. Підсухи.
У поемі «Сад над Інгулом» розповідь іде так само від імені ліричного героя – письменника, який вирішив посадити сад у степу і таким чином увічнити своє ім'я. У цій поемі ситуації продиктовані авторським задумом, деталі поступаються місцем описові, загальній розповіді. І хоча тут є щирі признання поета, але на перший план виступає сама сюжетна канва (така типова для багатьох творів повоєнної літератури: повернення демобілізованого воїна, зіткнення з труднощами в побуті тощо).
На поезії Степана Крижанівського також лишила свій відбиток його наукова робота. Якщо раніше у його творчості відчувався досить сильний струмінь інтимної лірики, сказати б, сосюринського напрямку, то тепер перемагає лірика філософська, схильність до розмислу, інтелектуальної поезії, котру захищає він і в своїх теоретичних працях. Але і цей напрям не виник «на голому місці». Нахил до філософських узагальнень був у нього і раніше. Поряд з гуморесками на народнопоетичній основі, близькі до співомовок Руданського, є в Крижанівського «Притча про камінь», ближча до Франкових, що може бути зразком обстоюваного письменником «інтелектуального» гумору. У збірці «Ще не вечір» (1961) автор, збагатившись досвідом ученого, заявляє: «Ще чесні руки тягнуться до праці, а розум ще прихильний до новацій». І справді, цю книжку вже й саму можна розглядати як поетичний старт, розгін до філософської, «наукової» поезії.
Розуміючи час і простір як основні форми буття, ліричний герой вірша «Я божкам ніяким не молюся…» – трудова людина XX віку – почуває владу над ними, досить по-панібратському розмовляє з богом часу. Адже людська воля зуміла загнуздати його:
|  | Служить люд хвилині, Служить час людині, А над всім володарює труд. |

Автор продовжує користуватися формою сонета, що давно приваблювала його. Ще ж бо до війни написані цією формою «Криниця» і «Сіяч». Тільки тепер «Сонети про любов і розлуку» глибші розмислом, в них є оригінальний погляд на явища, не шаблонний поворот думки:
|  | Наївно ми, мужчини, уявляєм, Даремно тішимо себе не раз, Немовби ми коханих обираємо, Насправді ж завжди обирають нас. |

Ця тема знаходить своє продовження у книгах «Вічнозелене дерево життя» (1967) та «Формула щастя»(1970). Зокрема, в другій із них опубліковано «Сонетарій» – сад сонетів, так само цікавих змістом, сонетарій чи не перший в українській літературі. Тут ми знайдемо і канонічний сонет, і сонетоїд, і сонет без рим, і перевернутий сонет. У згаданих збірках можна помітити прагнення автора показати себе поетом саме 60-х років, відкрити читачеві історичну перспективу. Ось вірш «Спіраль» – неспокійний і нестримний – про торжество поступального руху, про перемогу прогресу над усім, що гальмує його розвиток. Спрямований він проти догматизму, фразерства, «що облітають, мов кульбабин цвіт». Крижанівський полемізує з інтелігентом-скептиком, котрий ладен здаватися на плин подій – мовляв, раз життя іде по спіралі, то все одно, як буде, – «і не жити нам дано – кружити байдуже, байдуже, байдуже». Вірш закликає до активної дії, бо перемога ленінського ідеалу людини і суспільства відкриває нові обрії: «Вік розширює орбіти».
Письменник стурбований неспокійним XX віком, його хвилює, чи стане людина на повний зріст велета, чи не здрібнить себе малістю дій своїх. Багато в нього медитативних віршів, які стосуються найрізноманітніших проблем сучасності, інтимних сторін життя, роздумів про майбутнє планети і людства («Не говори про старості наближення…», «Суперечка з самим собою», «Ода на честь дерева»). Не обминає поет і традиції роду, вбачаючи їх у збереженні завоювань революції, в служінні рідній Батьківщині, в продовженні загальнолюдських справ («Осанна батькові», «Осанна матері», «Дівчині з прекрасної УТ»).
Поезії письменника перекладалися російською, білоруською, болгарською та іншими мовами. Він і сам чимало переклав: байки І. Крилова, вірші О. Пушкіна, О. Некрасова, М. Горького, В. Маяковського, Я. Купали та багато інших.
Ми знаємо С. Крижанівського як поета. Але, крім 20 книжок поетичних, він видав 20 книг літературознавчих. А ще — сотні рецензій на новинки літератури, сотні відгуків на кандидатські і докторські дисертації, редагування ряду літературознавчих збірок. Все це — буденна робота літературознавця, робота копітка, відповідальна і часто невдячна. В особі Степана Андрійовича щасливо поєднався поет і критик, історик і теоретик літератури. Член Спілки письменників СРСР. У збірці віршів «Літопис» зробив переоцінку своїх ранніх поглядів.

## Ознаки індивідуального стилю
Степан Крижанівський належить до поетів, у яких «раціо» перевищує «емоціо», частково, очевидно, за рахунок характеру, а частково за професії критика, що має справу переважно з логічними категоріями. Ніколи не прагнув він до вишуканої метафори, ніколи не гнався за екстравагантними епітетами. Але вірш його завжди виділявся своїм сюжетним ходом, інтонацією, романтичною піднесеністю, гумором, оптимізмом. Саме цим Крижанівський і не схожий на інших. І, може, недарма сказав він давніше: « Хай не гучний і не високий голос – я маю не позичений, а свій». Хоч у його книзі «Формула щастя» потяг до модернізму був явний, проте і тут автор не перестав бути сам собою, бо інтелектуалізм для нього органічний, і особливо там, де він спирається на народний ґрунт.
Письменник випробував себе майже в усіх поетичних жанрах. У нього можна знайти елегію, оду, легенду, поему, пісню, притчу, байку. Він добре знає теорію літератури, і, може, через те і твори його самого дають приклади найрізноманітніших засобів і прийомів: і алюзовані рядки (поема «Норд-ост», і лексичну акромонограму у вірші «Ти питаєш – чому я веселий ?», і амебейну композицію у «Розмові з касиркою». Поет по-новому відтворює людські почуття, за допомоги медитації та розмовних інтонацій.
Для творчості Крижанівського характерний елемент парадоксальності, який розвивається і розкривається несподіваним висновком, характерним для психологічної новели («Сонети про любов і розлуку»). Вміння автора інтимізувати обставини, події та явища життя стало однією з привабливих рис його творчості. Слово він прагне вжити оригінально, свіжо, і не особливо помітно там, де воно оновлює риму, наприклад, у сонеті:
|  | Було багато зустрічей, розлук, Було багато сходин і розходин, Чому ж ота не входить в спогад жоден, З ким випало найбільше щастя й мук? |

Плекання мови виявляється у словотворчості, оновленні слів через суфікси, через вживання слів у такому контексті, де вони сприймаються, як образи, або просто постають у неутертих, незбитих формах (часом освіжені алітерацією): «верховинний вітер верховодить». Все це складає ту неповторність, якою вирізняється з-поміж інших Степан Крижанівський.

## Нагороди
- Лауреат республіканської премії м. О. Білецького в галузі літературно-художньої критики (1980);
- Орден Вітчизняної війни II-го ступеня;
- Орден Червоної Зірки;
- Бойові нагороди за участь в Другій Світовій війні.

## Твори
- Крижанівський С. Майк Йогансен // Письменники Радянської України: 20-30-ті роки. — К., 1989. — С. 119—138.
- Крижанівський С. Романтик революційного слова // Йогансен Майк. Вибрані твори. — К., 2001. — С. 474—499.

## Збірки
- «Енергія» (1930);
- «Вугілля — на-гора!» (1931);
- «Моїм ровесникам» (1932);
- «Країна майстрів» (1932);
- «Дні, дороги, друзі» (1934);
- «Повноліття» (1935);
- «Південь» (1937);
- «Золоті ключі» (1938);
- «Калиновий міст» (1940);
- «Гори і долини» (1946);
- «Під зорями радянськими» [Архівовано 20 квітня 2022 у Wayback Machine.] (1950);
- «Весна людства» (1951);
- «Срібне весілля» (1957);
- «Ще не вечір» (1961);
- «Вічнозелене дерево життя» (1967);
- «Формула щастя» (1970);
- «Виднокруг» (1980);
- «Літопис» (1991).

## Балади
- «Балада про Перекоп» (1936);
- «Балада про командира» (1936);
- «Балади про сон» (1940);
- «Гуцули» (1940);
- «Балада про гвардійця» (1943).

## Поеми
- «Норд-ост» (1944—1945);
- «Сад над Інгулом» (1948).

## Байки та притчі
- «Притча про каміння» (1942);
- «Удав і слон» (1942);
- «Лукавий друг» (1944);
- «Зозуля» (1955);
- «Свиня-радіоаматор» (1955);
- «Півень і сонце» (1956);
- «Баран» (1960);
- «Наклепник і змія» (1944—1960);
- «Сірий вовк» (1961);
- «Квочка й курчата» (1963).

## Жарти й приповідки
- «Ледащо» (1946);
- «Розсудив» (1946);
- «Не чую…» (1946);
- «Солдатська звичка» (1946);
- «Стара пісенька на новий лад» (1959);
- «Не з вашим щастям, дядьку!» (1960)

## Спогади
1. Крижанівський С. Ми пізнавали неповторний час: Портрети, есе, спогади [Текст] / С. Крижанівський. - К.: Рад. письменник, 1986. - 203 с. - (в опр.).
2. Крижанівський С. Перегортаючи сторінки (1991)
3. Крижанівський С. Спогад і сповідь з ХХ століття / С. А. Крижанівський; НАН України, Ін-т літератури ім. Т. Г. Шевченка. – М. : Стилос, 2002. – 239 с.